# IEEE 802
IEEE 802 és un comitè i grup d'estudi d'estàndards que pertany a l'Institut d'Enginyers Elèctrics i Electrònics (IEEE), i que actua sobre xarxes d'ordinadors, concretament i segons la seva pròpia definició, sobre xarxes d'àrea local (XAL, en anglès LAN) i xarxes d'àrea metropolitana (MAN en anglès). També s'usa el nom IEEE 802 per a referir-se als estàndards que proposen, i alguns dels quals són molt coneguts: Ethernet (IEEE 802.3), o Wi-Fi (IEEE 802.11), inclús està intentant estandarditzar Bluetooth al 802.15.
Se centra a definir els nivells més baixos (segons el model de referència OSI o sobre qualsevol altre model), concretament subdivideix el segon nivell, el d'enllaç, en dos subnivells, el d'enllaç lògic, recollit al 802.2, i el d'accés al medi. La resta dels estàndards recullen tant el nivell físic, com el subnivell d'accés al medi.

## Història
Al febrer de 1980 es va formar a l'IEEE un comitè de xarxes locals amb la intenció d'estandarditzar un sistema d'1 o \d Mbps, que bàsicament era Ethernet (el de l'época). Li va tocar el número 802. Van decidir estandarditzar el nivell físic, el d'enllaç i superiors. Van dividir el nivell d'enllaç en dos subnivells: el d'enllaç lògic, encarregat de la lògica de re-enviaments, control de flux i comprovació d'errors, i el subnivell d'accés al medi, encarregat d'arbitrar els conflictes d'accés simultani a la xarxa per part de les estacions.
Per a final d'any ja s'havia ampliat l'estàndard per a incloure el Token Ring (Xarxa en anell amb pas de testimoni) d'IBM i un any després, i per pressions de grups industrials, es va incloure Token Bus (Xarxa en bus amb pas de testimoni), que incloïa opcions de temps real i redundància, i que se suposava idoni per a ambients de fàbrica.
Cadascun d'aquests tres "estàndards" tenia un nivell físic diferent, un subnivell d'accés al medi diferent però amb algun tret comú (espai de direccions i comprovació d'errors), i un nivell d'enllaç lògic únic per a tots ells.
Després es van anar ampliant els camps de treball, es van incloure xarxes d'àrea metropolitana (IEEE 802.6, alguna desena de kilòmetres), personal (IEEE 802.15, uns pocs metres) i regional (IEEE 802.22, algun centenar de kilòmetres), es van incloure xarxes sense fil (WLAN), mètodes de seguretat, etc.

## Grups de Treball
- IEEE 802.1 Protocols superiors de xarxes d'àrea local
  - 802.1D – Spanning Tree Protocol
  - 802.1Q – Virtual Local Area Networks (VLAN)
  - 802.1aq - Shortest Path Bridging (SPB)
- IEEE 802.2 Control d'enllaç lògic
- IEEE 802.3 Ethernet
- IEEE 802.4 Token Bus (abandonat)
- IEEE 802.5 Token Ring
- IEEE 802.6 Xarxa d'àrea metropolitana (abandonat)
- IEEE 802.7 Grup d'Assessoria Tècnica sobre banda ampla (abandonat)
- IEEE 802.8 Grup d'Assessoria Tècnica sobre fibra òptica (abandonat)
- IEEE 802.9 RAL de serveis integrats (abandonat)
- IEEE 802.10 Seguretat interoperable en RAL(abandonat)
- IEEE 802.11 Xarxa local sense fil, també conegut com a Wi-Fi
- IEEE 802.12 Prioritat de demanda
- IEEE 802.13 (no utilitzat) (vegeu tretze, la superstició arriba a qualsevol lloc)
- IEEE 802.14 Cable mòdems, és a dir mòdems per a televisió per cable (abandonat)
- IEEE 802.15 Xarxa d'àrea personal sense fil, que ve a ser Bluetooth
- IEEE 802.16 Accés sense fil de Banda Ampla, també anomenada WiMAX, per a accés sense fil des de casa.
- IEEE 802.17 Anells de paquets amb recuperació, se suposa que això és aplicable a qualsevol mida de xarxa, i està bastant orientat a anells de fibra òptica.
- IEEE 802.18 Grup d'Assessoria Tècnica sobre Normatives de Ràdio
- IEEE 802.19 Grup d'Assessoria Tècnica sobre Coexistència.
- IEEE 802.20 Accés sense fil de Banda ampla mòbil, que ve a ser com el 802.16 però en moviment.
- IEEE 802.21 Interoperabilitat independent del mitjà
- IEEE 802.22 Xarxa sense fil d'àrea regional